# Arroyo del Sauce (Colonia)
El Arroyo del Sauce es un curso de agua uruguayo que atraviesa el departamento de  Colonia perteneciente a la cuenca hidrográfica del Río de la Plata.
Nace en la Cuchilla de la Colonia y desemboca en el Río de la Plata tras recorrer alrededor de  19 km.